# خون روی زمین رقص × خطرناک
«خون روی زمین رقص × خطرناک (مش‌آپ وایت پاندا)» (انگلیسی: Blood on the Dance Floor x Dangerous (The White Panda Mash-Up)) که اغلب به «خون روی زمین رقص × خطرناک» (انگلیسی: Blood on the Dance Floor x Dangerous) خلاصه می‌شود، ترانه‌ای از مایکل جکسون هنرمند آمریکایی است. این مش‌آپ توسط وایت پاندا به‌صورت دیجیتالی در ۶ سپتامبر ۲۰۱۷ در تبلیغ آلبوم گردآوری‌شده جیغ، پس از مرگ جکسون منتشر شد.

## نمودار
| جدول (۲۰۱۸)                                | اوج جایگاه |
| ------------------------------------------ | ---------- |
| ایالات متحده ترانه‌های باشگاه رقص (بیلبورد) | ۴۱         |